# President del Iemen

Insígnia presidencial de la República del Iemen

El President de la República del Iemen és el cap d'estat del Iemen.
Segons s'indica a la vigent Constitució del Iemen, el president és alhora comandant supremde les Forces Armades iemenites així com cap del govern del país.
El primer president de la república, que actualment encara es manté en el càrrec, és Ali Abdallah al-Salih. President del Iemen del Nord entre 1978 i 1990, exerceix la presidència de la república unificada des del 22 de maig de 1990, el mateix dia en què es signà la unificació de la República Àrab del Iemen i la República Popular Democràtica del Iemen. Fins a 1994 el seu títol va ser el de President del Consell de Govern. Des del primer d'octubre de 1994 exerceix el càrrec de President de la República.

## Llista de caps d'estat de la República del Iemen (1990-Present)
| 1   |    | Ali Abdallah Saleh علي عبدالله صالح (1947-2017)      | 22             | 25 | Congrès général du peuple |  |
| 2   |    | Ali Abdallah Saleh علي عبدالله صالح (1947-2017)      | 22             | 25 | Congrès général du peuple |  |
| 3   |    | Abdrabbo Mansour Hadiعبد ربه منصور هادي (né en 1945) | 4              | 23 | Congrès général du peuple |  |
| (4) | 23 | Abdrabbo Mansour Hadiعبد ربه منصور هادي (né en 1945) | 25             |    | Congrès général du peuple |  |
| 5   | 25 | Abdrabbo Mansour Hadiعبد ربه منصور هادي (né en 1945) | 6 février 2015 |    | Congrès général du peuple |  |

| 6 |  | Mohammed Ali al-Houthi محمد علي الحوثي (né en 1979) | 6 | 14 | Ansar Allah |  |

| 7 |  | Saleh Ali al-Sammad صالح علي الصماد (1979-2018) | 14 | 19          | Ansar Allah |  |
| 8 |  | Mehdi Hussein al-Machat مهدي حسين المشاط()      | 25 | en fonction | Ansar Allah |  |